# Rhys Thomas (rugby à XV, 1982)
Pour les articles homonymes, voir Rhys Thomas.
Pas d'image ? Cliquez ici

a Compétitions nationales et continentales officielles uniquement.

b Matchs officiels uniquement.
Dernière mise à jour le 12 juillet 2023.
Rhys Muir Thomas, né le 31 juillet 1982 à Johannesbourg en Afrique du Sud, est un joueur gallois d'origine sud-africaine de rugby à XV. Il évolue au poste de pilier avec l'équipe du pays de Galles et la franchise des Llanelli Scarlets dans la Celtic League.

## Carrière
Lors de la saison 2004-05, Thomas réussit finalement à s'imposer comme titulaire régulier dans l'effectif des Dragons, titularisé à vingt-sept reprises et inscrivant deux essais, alors que l'équipe finit à la 4e place de la Ligue Celtique. 
Thomas participe la saison suivante à trente matchs avec son équipe mais il ne peut empêcher le classement à la 8e place de la franchise, ce qui les oblige à disputer un match de barrage contre Parme pour accéder à l'édition 2006-07 de la Coupe d'Europe. Thomas participe à ce match de barrage mais ne peut empêcher la défaite 24-15 qui condamne les Dragons à participer au Challenge européen. L'équipe parvient jusqu'en demi-finale où elle est battue 46-29 par l'ASM Clermont Auvergne, le futur vainqueur de l'épreuve. Thomas manque une bonne partie de la saison à cause d'une blessure au dos, mais participe à cette demi-finale ainsi qu'aux trois derniers matchs de la Ligue celtique. 
Depuis lors, Thomas a toujours été présent dans l'effectif des Dragons lors de la saison 2007-08, et a inscrit jusqu'à présent 3 essais.
Il connaît sa première sélection le 17 juin 2006 contre l'équipe d'Argentine en remplacement d'Adam Jones. Il connaît une nouvelle cape pour une défaite 62-5 contre l'équipe d'Angleterre le 4 août 2007 de nouveau comme remplaçant. Il n'est finalement pas retenu pour la Coupe du monde de rugby 2007.
En avril 2012, il doit mettre un terme à sa carrière après un infarctus du myocarde lors d'un entraînement suivi d'une opération de chirurgie cardiaque.

## Palmarès
- Vainqueur du Tournoi des Six Nations en 2008 (Grand Chelem)

## Statistiques en équipe nationale
- 7 sélections
- Sélections par année : 1 en 2006, 2 en 2007, 3 en 2008, 1 en 2009
- Tournois des Six Nations disputés : 2008, 2009